# 14258 Katrinaminck
14258 Katrinaminck eller 2000 AM116 är en asteroid i huvudbältet som upptäcktes den 5 januari 2000 av LINEAR i Socorro County, New Mexico. Den är uppkallad efter Katrina D. Minck.
Asteroiden har en diameter på ungefär 6 kilometer.